# Henricus Torfs
Henricus Joannes Torfs (Kontich, 10 september 1816 - Lint, 13 november 1877) was een Belgisch politicus.

## Levensloop
Hij was de eerste burgemeester van Lint, een functie die hij uitoefende van 26 oktober 1867 tot aan zijn dood. Hij werd opgevolgd als burgemeester door Joannes Baptista Van Roy.